# 肯恩斯城邦

《肯恩斯城邦》為林睿奇所著的經濟學小說，為華文世界第一本大格局的經濟小說。作者期盼用如《魔戒》《納尼亞傳奇》《冰與火之歌》等類型的小說來介紹經濟學，提供讀者一本寓教於樂的奇幻冒險小說。
故事的內容為一名經濟系的學生, 凌逸, 透過一本刻意安排好的書, 來到了書中一個充滿奇幻生物的王國, 並應公主的請求, 協助解決王國內的經濟問題。但面對陰謀家不斷地掀起金融風暴, 統一與獨立的浪潮也持續地激盪, 經濟問題影響了各個勢力的合縱與連橫, 並隨時引爆戰爭的衝突。凌逸在過程中不斷地以自己所學的經濟知識來化解，並與女主角譜出一段動人的戀曲。
作者希望透過這本冒險小說, 讓讀者從故事中學習總體經濟學與經濟史, 還可了解亞洲金融風暴、2008年金融海嘯和歐債危機的發生始末。
本書涵蓋的主題: GDP∣通貨膨脹與緊縮∣經濟指標∣經濟理論∣經濟史∣國際貿易∣中央銀行的角色∣利率與匯率∣貨幣政策與財政政策∣衍生性金融商品

## 作者简介
林睿奇(Richie Lin)畢業於國立清華大學經濟系，之後取得英國伯明翰大學EMBA。2000年開始投身於金融業，曾任職美林私人銀行，擔任首席副總裁，現任職於歐系私人銀行，擔任執行董事，為客戶提供經濟分析、資產規劃以及投資理財等服務，經常往來台灣、香港等地。

## 名人推薦
台灣大學經濟學系兼任教授∣張清溪
網路家庭董事長∣詹宏志
清華大學經濟學系教授兼系主任∣劉瑞華
中央研究院社會學研究所所長∣蕭新煌